# Hohenzollern (slot)
 For alternative betydninger, se Hohenzollern (flertydig). (Se også artikler, som begynder med Hohenzollern)
Hohenzollern (tysk: Burg Hohenzollern) er en slot beliggende omkring 50 km syd for Stuttgart i Tyskland. Slottet regnes for at være hjemsted for slægten Hohenzollern, der kom til magten i middelalderen og regerede Preussen og Brandenburg frem til slutningen af Første Verdenskrig.
Slottet er placeret på toppen af Berg Hohenzollern, 855 m. over vandoverfladen, ved Hechingen i Schwäbische Alb. Slottet blev opført i begyndelsen af det 11. århundrede, men blev ødelagt i 1423 efter en 10 måneders belejring af de frie rigsstæder i Schwaben. Et nyt slot blev opført fra 1454 til 1461 og dannede ramme om slægten Hohenzollerns eksil under krigstiden, herunder Trediveårskrigen. Det tredje slot blev opført fra 1846 til 1867 af Frederik Wilhelm 4. af Preussen i engelsk nygotisk stil og efter inspiration fra slottene i Loiredalen. Familien boede på slottet frem til 1945.